# Kolcowój

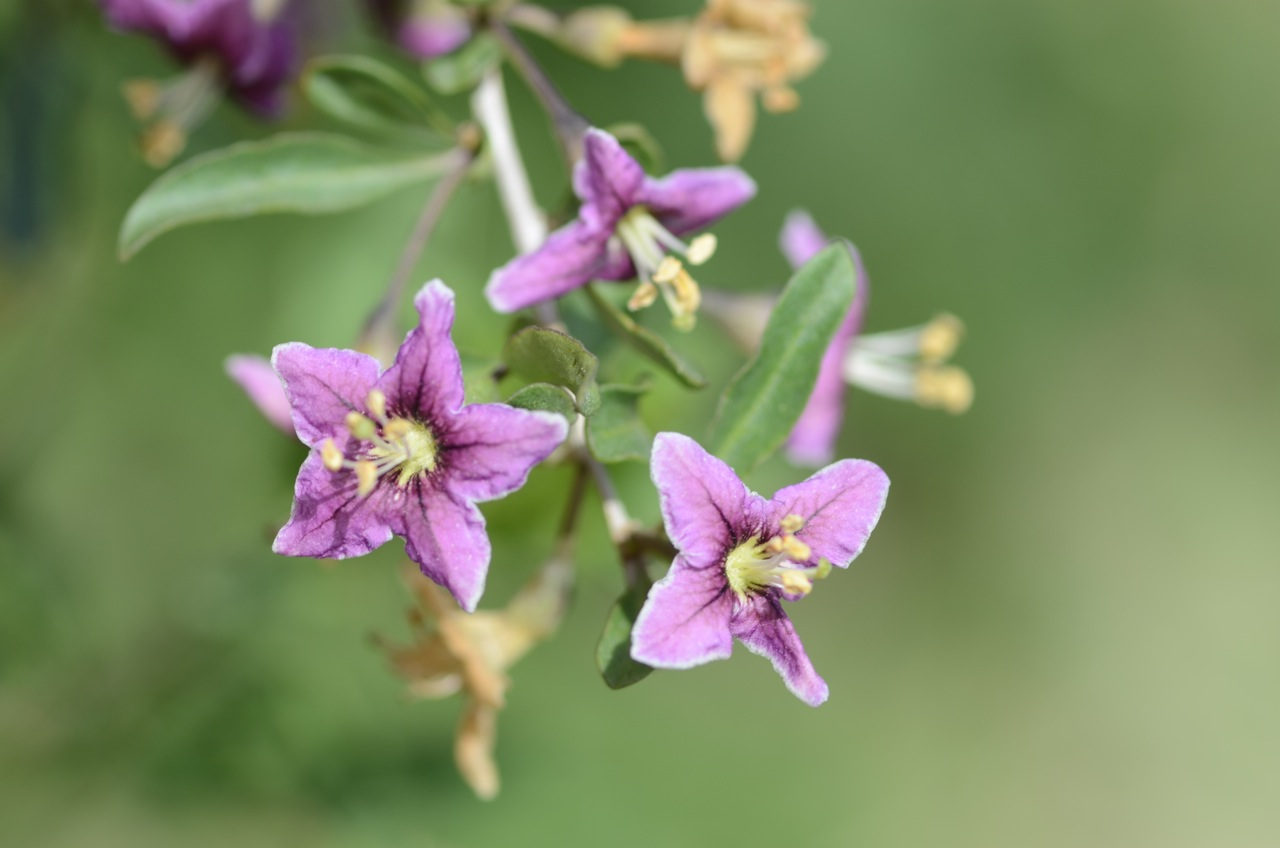
Kwiaty kolcowoju pospolitego

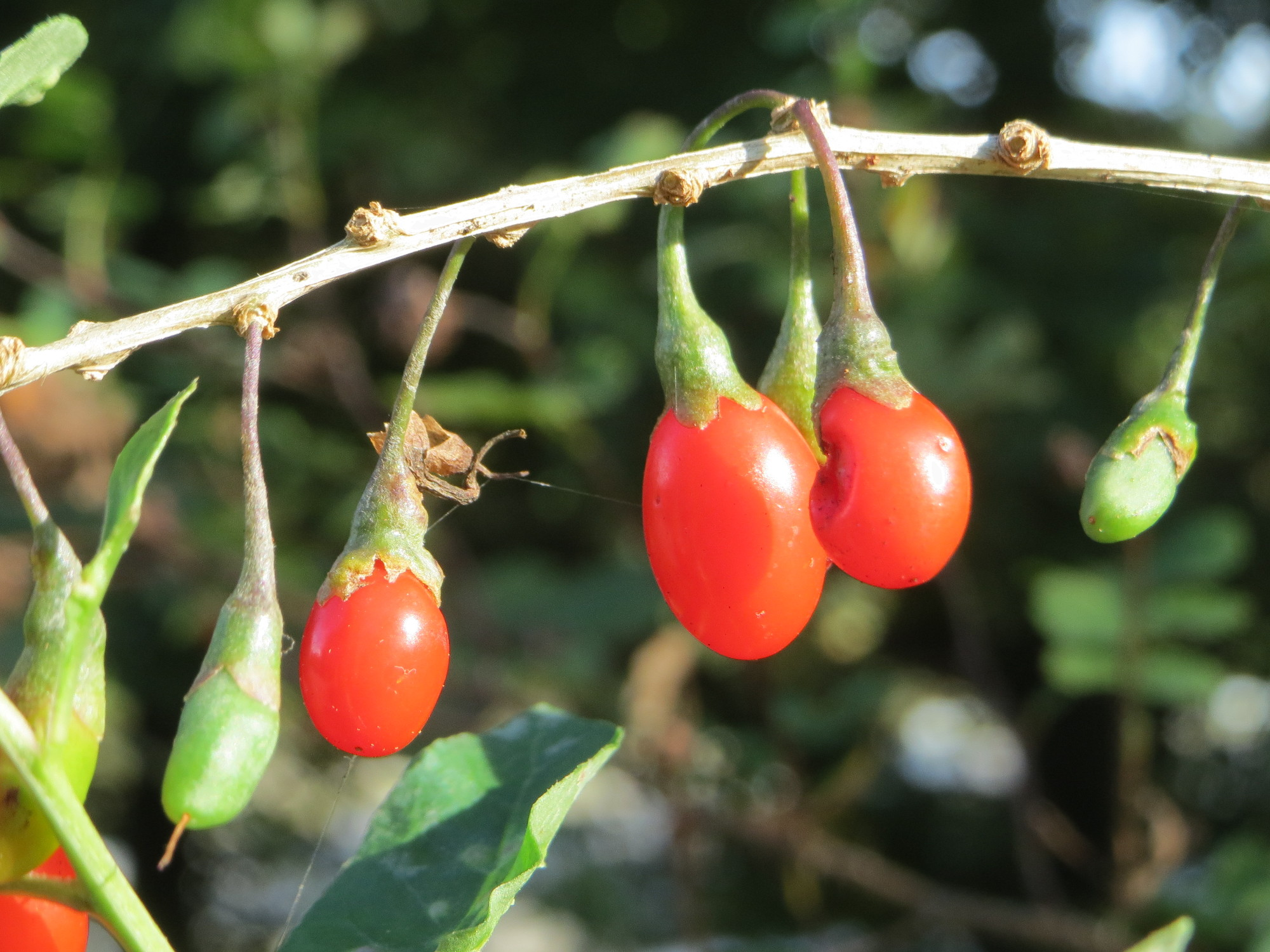
Owoce kolcowoju pospolitego

Kolcowój (Lycium L.) – rodzaj roślin z rodziny psiankowatych. Należy do niego 90-100 gatunków występujących na różnych kontynentach – w Europie i Azji, w południowej Afryce oraz wzdłuż zachodniej części obu kontynentów amerykańskich, po Chile na południu. Największe zróżnicowanie gatunkowe jest w Ameryce Południowej, w Europie rosną 3 gatunki, przy czym w Polsce powszechnie zdziczały jest tylko jeden – kolcowój pospolity. W Arizonie (USA) rośnie 10 gatunków. W Chinach – 7. Rośliny te zasiedlają suche, półpustynne siedliska, często tereny nadmorskie, wiele gatunków toleruje wysokie stężenia soli w glebie. Niektóre gatunki stosowane są w chińskiej medycynie ludowej i wykorzystywane były jako pożywienie w okresach głodu. Współcześnie owoce kolcowoju pospolitego i chińskiego, zwane goji, traktowane są jako superfood. Jako jadalne wykorzystywane były też gatunki północnoamerykańskie; spożywano ich owoce i młode pędy.

## Morfologia
PokrójKrzew, często cierniste, do 4 m wysokości. Pędy zwykle omszone.
LiścieSkrętoległe, zwykle skupione w pęczki na krótkopędach, opadające zimą, krótkoogonkowe lub siedzące. Zazwyczaj drobne i lancetowate, czasem wałeczkowate.
KwiatyObupłciowe, pojedyncze lub w niewielkich skupieniach w kątach liści, na szypułkach. Kielich dzwonkowaty, tworzony jest przez 5, zrosłych u nasady działek, czasem zrosłych w dwie łatki. Płatków korony jest także 5, są one zrosłe do ok. połowy lub dalej tworząc rurkę. Mają barwę od białej, przez zielonkawą do czerwonej i fioletowej. Pręcików jest 5, często ich główki wystają z rurki korony. Główki są podługowato eliptyczne, pękają podłużnie szczeliną. Zalążnia jest górna, dwukomorowa, z licznymi zalążkami w każdej z komór (czasem z pojedynczym). Słupek pojedynczy, cienki.
OwoceMięsiste (czasem soczyste) jagody, zwykle czerwone po dojrzeniu, ewentualnie pomarańczowe, żółte lub czarne. Mają kształt kulisty, jajowaty lub podługowaty. Objęte są u nasady w nieco powiększający się podczas owocowania, trwały kielich.

## Systematyka
Synonimy taksonomiczne
Jasminoides Duhamel du Monceau, Oplukion Rafinesque
Pozycja systematyczna według APweb (aktualizowany system APG IV z 2016)
Należy do rodziny psiankowatych (Solanaceae) Juss., która wraz z siostrzaną rodziną powojowatych Convolvulaceae jest jednym z dwóch kladów w obrębie rzędu psiankowców (Solanales) Dumort. i klasy roślin okrytonasiennych.
Pozycja w systemie Reveala (1993-1999)
Gromada okrytonasienne Cronquist, podgromada Magnoliophytina Frohne & U. Jensen ex Reveal, klasa Rosopsida Batsch, podklasa jasnotowe Takht. ex Reveal, nadrząd Solananae R. Dahlgren ex Reveal, rząd psiankowce (Solanales Dumort.), podrząd Solanineae Engl., rodzina psiankowate (Solanaceae Juss.), plemię Lycieae Lowe, rodzaj kolcowój (Lycium L.).
Gatunki flory Polski
- kolcowój pospolity Lycium barbarum L. – antropofit zadomowiony
- kolcowój chiński Lycium chinense Mill. – efemerofit

Wykaz gatunków
- Lycium acutifolium E. Mey. ex Dunal
- Lycium afrum L.
- Lycium ameghinoi Speg.
- Lycium americanum Jacq.
- Lycium andersonii A. Gray
- Lycium arenicolum Miers
- Lycium barbarum L. – kolcowój pospolity
- Lycium berberioides Correll
- Lycium berlandieri Dunal
- Lycium bosciifolium Schinz
- Lycium brevipes Benth.
- Lycium californicum A. Gray
- Lycium carolinianum Walter
- Lycium cestroides Schltdl.
- Lycium chanar Phil.
- Lycium chilense Bertero
- Lycium chinense Mill. – kolcowój chiński
- Lycium ciliatum Schltdl.
- Lycium cinereum Thunb.
- Lycium cooperi A. Gray
- Lycium cuneatum Dammer
- Lycium cyathiformum C.L. Hitchc.
- Lycium cylindricum Kuang & A. M. Lu
- Lycium dasystemum Pojark.
- Lycium decumbens Welw. ex Hiern
- Lycium densifolium Wiggins
- Lycium depressum Stocks
- Lycium deserti Phil.
- Lycium dispermum Wiggins
- Lycium distichum Meyen
- Lycium divaricatum Rusby
- Lycium edgeworthii Miers
- Lycium eenii S. Moore
- Lycium elongatum Miers
- Lycium europaeum L. – kolcowój europejski
- Lycium exsertum A. Gray
- Lycium ferocissimum Miers
- Lycium fremontii A. Gray
- Lycium fuscum Miers
- Lycium gilliesianum Miers
- Lycium glomeratum Sendtn.
- Lycium hassei Greene
- Lycium hirsutum Dunal
- Lycium horridum Thunb.
- Lycium humile Phil.
- Lycium infaustum Miers
- Lycium intricatum Boiss.
- Lycium isthmense F. Chiang
- Lycium leiostemum Wedd.
- Lycium macrodon A. Gray
- Lycium makranicum Schonebeck-Temesy
- Lycium martii Sendtn.
- Lycium mascarenense A.M. Venter & A.J. Scott
- Lycium megacarpum Wiggins
- Lycium minimum C.L. Hitchc.
- Lycium minutifolium Remy
- Lycium morongii Britton
- Lycium nodosum Miers
- Lycium oxycarpum Dunal
- Lycium pallidum Miers
- Lycium parishii A. Gray
- Lycium pilifolium C.H. Wright
- Lycium prunus-spinosa Dunal
- Lycium puberulum A. Gray
- Lycium pumilum Dammer
- Lycium rachidocladum Dunal
- Lycium repens Speg.
- Lycium richii A. Gray
- Lycium ruthenicum Murray
- Lycium sandwicense A. Gray
- Lycium schizocalyx C.H. Wright
- Lycium schweinfurthii Dammer
- Lycium shawii Roem. & Schult.
- Lycium shockleyi A. Gray
- Lycium stenophyllum J. Rémy
- Lycium strandveldense A.M. Venter
- Lycium tenuispinosum S.B. Jones & W.Z. Faust
- Lycium tetrandrum Thunb.
- Lycium texanum Correll
- Lycium torreyi A. Gray
- Lycium truncatum Y.C. Wang
- Lycium tweedianum Griseb.
- Lycium verrucosum Eastw.
- Lycium villosum Schinz
- Lycium vimineum Miers
- Lycium woodii Dammer
- Lycium yunnanense Kuang & A.M. Lu

## Nazewnictwo
Naukowa nazwa rodzaju lycium nadana została przez Karola Linneusza w 1853 roku. W starożytnym Rzymie oznaczała lekarstwo otrzymywane z ciernistych krzewów zwanych lykion i rosnących w Licji w południowej części Azji Mniejszej. W języku polskim inne dawne nazwy zwyczajowe to: licyna, nikokol, nygus.

## Zastosowanie
- W Europie środkowej kolcowój pospolity uprawiany jest jako roślina ozdobna, glebochronna i miododajna[5]. Gatunki występujące w Chinach stosowane były w lecznictwie ludowym, a współcześnie ich owoce znajdują komercyjne zastosowanie, cenione z racji bogatego składu odżywczego[8]. Jako jadalne wykorzystywane były też gatunki północnoamerykańskie; spożywano ich owoce i młode pędy[4].